# Amar Djiby Samb
Amar Djiby Samb (ur. 31 grudnia 1984 w Sebkha) – mauretański piłkarz grający na pozycji defensywnego pomocnika. Od 2021 jest zawodnikiem klubu ASC Police.

## Kariera klubowa
Swoją karierę piłkarską Samb rozpoczął w klubie ASC Mauritel Mobile FC. W sezonie 2006/2007 zadebiutował w jego barwach w pierwszej lidze mauretańskiej. W debiutanckim sezonie zdobył z nim Puchar Mauretanii. W latach 2009–2011 grał w FC Tevragh-Zeina, z którym dwukrotnie został wicemistrzem kraju oraz zdobył dwa krajowe puchary w sezonach 2010 i 2010/2011. W latach 2011–2014 występował w FC Nouadhibou. W sezonie 2011/2012 wywalczył wicemistrzostwo, a w sezonach 2012/2013 i 2013/2014 - dwa mistrzostwa Mauretanii. W latach 2014–2017 był zawodnikiem ASAC Concorde. W sezonie 2016/2017 został z nim mistrzem Mauretanii. W latach 2017–2018 był graczem Nouakchott Kings, w 2019 - FC Tevragh-Zeina, a w latach 2019-2020 - ASC Snim. W sezonie 2020/2021 grał w senegalskim ASC SONACOS, a latem 2021 przeszedł do ASC Police.

## Kariera reprezentacyjna
W reprezentacji Mauretanii Samb zadebiutował 22 czerwca 2008 w przegranym 1:6 meczu eliminacji do MS 2010 z Etiopią, rozegranym w Addis Abebie. Od 2008 do 2014 wystąpił w kadrze narodowej 15 razy.